# De Havilland Australia DHA-3 Drover
Il de Havilland Australia DHA-3 Drover era un trimotore di linea ad ala bassa prodotto dall'azienda australiana de Havilland Australia tra i tardi anni quaranta ed i cinquanta.
Il modello possedeva alcune somiglianze con il bimotore di costruzione britannica de Havilland DH.104 Dove ma se ne differenziava principalmente per l'adozione di una configurazione a tre motori.

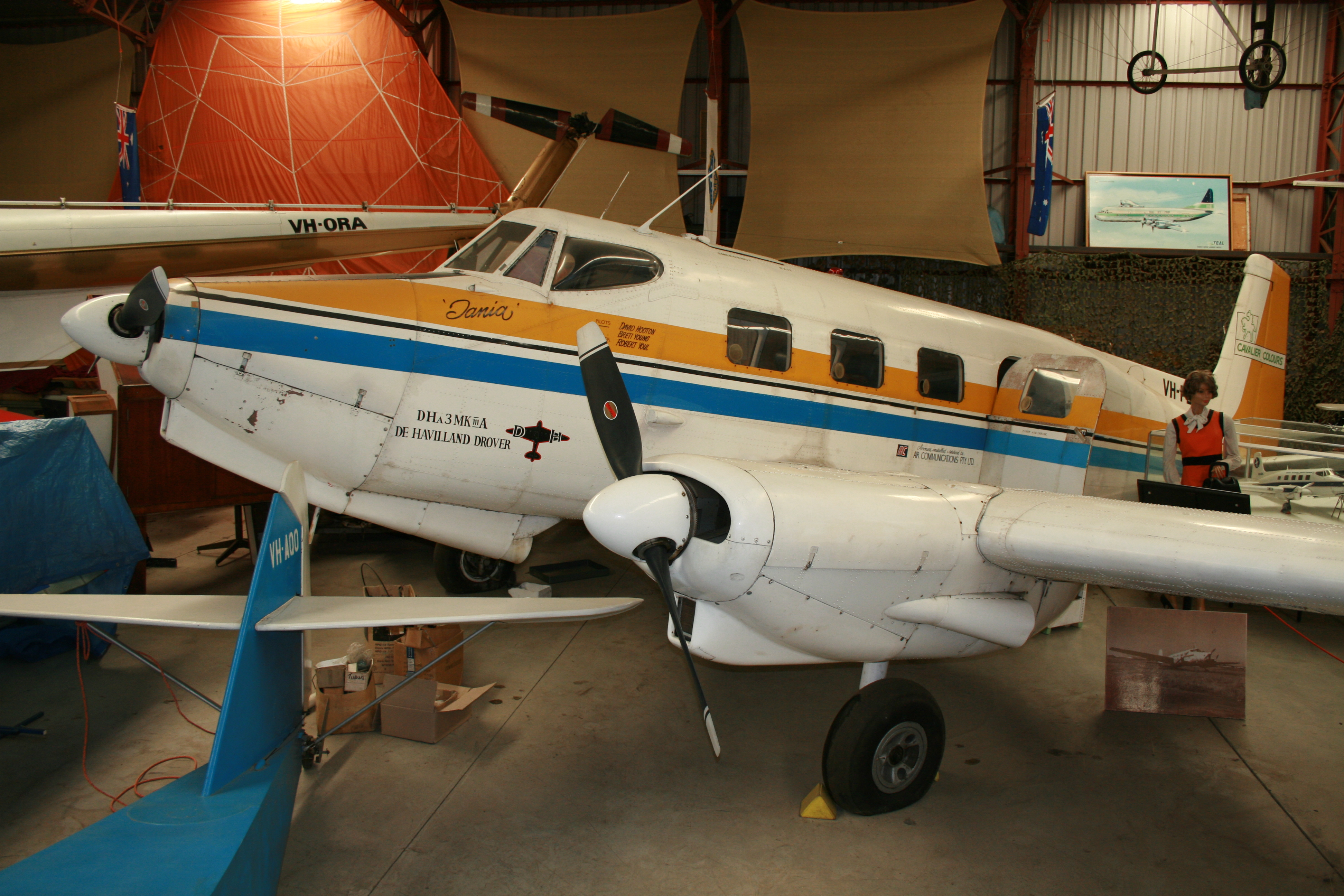

## Utilizzatori
Australia
- Department of Civil Aviation
- Department of Health
- Qantas
- Royal Flying Doctor Service
- Trans Australia Airlines (TAA)

 Figi
- Fiji Airways

/ Nuove Ebridi (Vanuatu)
- New Hebrides Airways
- Air Melanesiae